# 鹿児島県立指宿高等学校
鹿児島県立指宿高等学校（かごしまけんりつ いぶすきこうとうがっこう）は、鹿児島県指宿市十町にある県立高等学校。2011年度より、川辺学区と合併し南薩学区となる。90年を超える歴史と2万人を超える卒業生、校訓は「自主・好学・向上」である。

## 設置学科
- 普通科

## 沿革
- 1922年（大正11年） - 鹿児島県立指宿中学校開校。
- 1926年（大正15年） - 指宿高等女学校開校。
- 1948年（昭和23年） - 学制改革により、指宿中学校を鹿児島県指宿高等学校第一部に、指宿高等女学校を鹿児島県指宿高等学校第二部に改称。
- 1949年（昭和24年） - 両校を統合し、鹿児島県指宿高等学校が開校。
- 1956年（昭和31年） - 鹿児島県立指宿高等学校に改称。

## 主な行事
- 文化祭（6月）
- 体育祭（9月）
- 池田湖一周遠行（10月）
- 柏葉一日総合大学

### 向上の道プラン
就職や進学先が決まった3年生向けに「向上の道プラン」というプログラムを実施している。これは、卒業を控えた高校生が毎年1月に幼稚園などに出向いておはなし会をするというもので、指宿市立図書館の職員が、そもそもおはなし会に出向く意味とは、というところから始めて、選書の方法、おはなし会の進行方法、声の出し方・ページのめくり方などおはなし会の極意を高校生に伝授する。「向上の道プラン」は進路が決まった生徒が参加するという性格のプログラムであるため、図書館職員は、毎日交替でプログラムを運営している。

## アクセス
- JR指宿枕崎線 二月田駅より徒歩約5分

## 著名な出身者
- 上野至大 - NTT西日本社長
- 坂口憲政 - バレーボール指導者、バレーボールチャイニーズタイペイ（台湾）女子代表監督
- 島津伸男 - 作曲家
- 西炯子 - 漫画家
- バロン吉元 - 漫画家
- 三反園訓 - 国会議員（衆議院）、元鹿児島県知事、ジャーナリスト（テレビ朝日記者・コメンテーター）
- 山崎武三郎 - 国会議員（衆議院）、弁護士
- 森しん - 俳優

## 著名な元教職員
- 伊牟田經久（指宿高校校歌を作詞） - 国語国文学者、鹿児島大学名誉教授、志學館大学学長・名誉教授
- 小野重朗 - 民俗学者、第3回柳田国男賞受賞者
- 国分直一 - 文化人類学者・考古学者、東京教育大学教授、熊本大学教授、梅光学院大学名誉教授